# BBC America
BBC America est une chaîne de télévision appartenant à BBC Worldwide, elle-même affiliée au groupe britannique British Broadcasting Corporation, et diffusée aux États-Unis, disponible sur le câble et le satellite américain.

## Historique

Logo de BBC America du avril 2017 au avril 2022

La chaîne a été lancée le 29 mars 1998, et diffuse des comédies, des drames et des programmes de la vie quotidienne de la BBC ou d'autres chaînes de télévision britanniques.
Pendant les premiers jours, la chaîne s'est focalisée sur des rediffusions de programmes populaires. Le directeur des programmes de BBC America a déclaré, plus tard, qu'il était important que la chaîne établisse une bonne place, afin que les téléspectateurs non britanniques puissent trouver le style de vie qui correspond à la chaîne.
La chaîne a retiré le soap opera britannique EastEnders de ses programmes en 2003 après de mauvaises audiences, mais cela a provoqué de nombreuses plaintes, ce qui a attiré l'attention des autres médias.

Logo complémentaire présent à l'antenne lancé en 2007.

Après que le PDG Paul Lee a changé de chaîne, pour aller sur ABC Family, la chaîne a nommé Bill Hilary de Comedy Central. Sous sa présidence, Hilary a restructuré BBC America, il a fait déplacer le siège social à New York, et a vu son budget de programmation augmenter sensiblement.

## Diffusion et disponibilité
BBC America est diffusée avec le réseau Discovery Network, par sa branche de Discovery Communications et maison-mère de Discovery Channel.
Le chaîne n'est pas sujette au financement de la redevance anglaise sur les chaînes de service public britanniques (TV Licence), car la BBC ne peut pas assujettir cette taxe aux chaînes qui ne sont pas diffusée au Royaume-Uni et qui diffusent de la publicité, ce qui est le cas sur BBC America.

### En dehors des États-Unis
- BBC America est également disponible aux Bermudes sur le câble bermudien.
- Elle n'est pas disponible au Canada, à cause de la présence de BBC Canada exploitée par Shaw Media de 2001 à 2020, qui n'a aucun lien avec BBC America. Le contenu britannique est disponible par d'autres moyens.

### À la demande (VOD)
BBC America On Demand est une sélection des programmes de BBC America disponible en vidéo à la demande. Ces vidéos sont généralement disponibles pendant 2 à 4 semaines avant de n'être plus disponibles dans la sélection.

### iTunes Store & Zune Marketplace
Depuis 2008, une partie des programmes de BBC America est disponible sur l'iTunes Store d'Apple Inc. Également, depuis juin 2009, une sélection de shows de BBC America sont disponibles sur le Zune Marketplace de Microsoft.

### BBC America HD

BBC America HD est la version haute définition de BBC America. Cette chaîne a été lancée le 20 juillet 2009. Les programmes qui seront dans cette version HD incluront de nouvelles séries comme Top Gear, Robin Hood, Ramsay's Kitchen Nightmares et The Graham Norton Show

## Programmes

### Programmes originaux
BBC America a commencé à produire ses propres programmes en 2004. Cela inclut le Sharpe's Challenge, partie de la série de Sharpe et coproduite par ITV. BBC America a également coproduit avec la BBC la série Jekyll, et plus récemment, un journal télévisé spécifique pour les États-Unis : le BBC World News America. la chaîne a elle-même financé la production de la série Copper diffusée durant les étés 2012 et 2013.
- Jekyll (coproduction britannique, 2007)
- BBC World News America (en) (2007–2011)
- Copper (2012–2013)
- Orphan Black (coproduction canadienne, 2013–2017)
- Atlantis (2013–2014)
- Almost Royal (en) (juin 2014[1]–2016)
- The Game (en) (2014)[2]
- Intruders (2014)[3]
- Tatau (coproduction avec BBC Three, depuis le 18 avril 2015)
- Dirk Gently, détective holistique (Dirk Gently’s Holistic Detective Agency) (2016–2017)[4]
- Killing Eve (thriller, 2018–2022)[5]
- The Watch (en) (2021)[6]

### Acquisitions
Ce qui suit est une liste de programmes qui sont actuellement à l'antenne sur la chaîne. Certains ont été produits par la BBC, d'autres par Channel 4 ou ITV, tandis que d'autres ont été coproduits par la BBC et d'autres sociétés de productions américaines :
- BBC News
- Nick Cutter et les Portes du temps (Primeval)
- Skins
- Top Gear
- Torchwood
- Doctor Who
- Ramsay's Kitchen Nightmares
- The F Word (en)